# Svět a divadlo
Svět a divadlo („časopis o světě divadla a divadle světa“) je časopis založený roku 1990. Jeho předchůdcem byl od roku 1986 množený Bulletin AMD. Vychází jako dvouměsíčník. Od rozpadu Československa je Svět a divadlo časopis dvoujazyčný – česko-slovenský. Každé číslo obsahuje též anglické shrnutí.
Časopis Svět a divadlo se již více než 30 let věnuje současnému divadlu v Čechách i v zahraničí (od Slovenska po daleké zámoří), a to – díky velké síti dopisovatelů – téměř výhradně v původních textech.
V každém z rozsáhlých (cca 180 tiskových stran, 280 stran autorských), fotografiemi doplněných čísel nabízí Svět a divadlo kritiky, analýzy, eseje, rozhovory, diskuse věnované divadlu v Čechách, na Slovensku i v dalších zemích světa. Současně vydává texty z jiných uměleckých oborů, filozofické, sociologické, politologické.
Součástí čísla je vždy i první české vydání minimálně jednoho, obvykle ilustrovaného, původního či přeloženého dramatického textu. Nezřídka vznikají hry, a to nejen české a slovenské, přímo na objednávku SADu, a to např. hry do mezinárodní soutěže krátkých politických her (Cena Ferdinanda Vaňka) . 
O roku 2005 je součástí ročníku vždy i komiks, jehož autorem je divadelník (např. Petr Nikl, Lucie Lomová, Bára Čechová, Hana Voříšková, Hynek Dřízhal, Petr Vodička, Radek Beran, Miloslav Vojtíšek – S.d.Ch, Egon Tobiáš, Viliam Klimáček).
Součástí ročníku bývá bezplatná prémie pro předplatitele. Takto vyšla řada divadelních publikací dramatiků a divadelníků (např. Thomas Bernhard, Dario Fo, Christoph Marthaler, Luk Perceval, David Mamet, Petr Zelenka, S.d.Ch.), sborníky her z mezinárodní soutěže o Cenu Ferdinanda Vaňka, ale např. i Básně Petra Lébla  či divadelní anekdoty Vladimíra Jiránka. Kromě nich vydal SAD i několik CD a DVD (od Petra Nikla po Ivana Achera). Ve spolupráci s Divadelními ústavy na Slovensku a v Čechách pak vyšly dva výbory z textů Milan Lukeš, a to Divné divadlo našeho věku a Shakespeare a okolí.
Od roku 1990 do roku 2021 stál v čele časopisu jeho zakladatel, Karel Král. Redakce se během existence časopisu několikrát obměnila. Jejími členy byli: Ondřej Černý (1990–1996), Marie Reslová (1990–1996), Milan Lukeš (1996–2007), Jan Kerbr (1996–2000), Jiří Adámek (2008–2010) a Jakub Škorpil (od roku 2001). Slovenskou část redakce tvořily Jana Wild (1992-2000) a Martina Ulmanová (od roku 1993). V roce 2022 se stal šéfredaktorem Jakub Škorpil a českými redaktory Barbora Etlíková a Vladimír Mikulka. 
Svět a divadlo vydal do roku 2021 osm anglojazčných antologií vybraných článků s názvem WAT. Čtyři byly vydány tiskem (v letech 2004, 2005, 2007 a 2009) a čtyři vyšly elektronicky jako volně stažitelné e-knihy (2012, 2013, 2014, 2018).
Příležitostně vydává také SAD tzv. e-přílohy, monotematické výbory článků zveřejněných dříve v tištěném časopise. Dosud vyšly: Pražské komorní divadlo v SADu (1998–2012), Ivan Vyskočil v SADu aneb Vylučování pro nekázeň, Robert Wilson v SADu (1993–2011), Petr Lébl v SADu (rozhovory, ankety, studie), Z královských cest za novým cirkusem (Převážně s J.Cookem 1990–2015) a Theatrum nebo spectaculum? – Eva Stehlíková v SADu 1991–2012.
Od roku 1992 pořádá Svět a divadlo anketu, na jejímž základě jsou udělovány ceny za nejlepší inscenaci, hru, divadlo, mužský a ženský herecký výkon, scénografii, hudbu a talent roku pod názvem – Ceny divadelní kritiky (dříve Ceny Alfréda Radoka). Hlasování divadelních kritiků je přímé a prosté. Celou anketu (včetně komentářů a zdůvodnění hlasujících)  otiskuje Svět a divadlo většinou v prvním čísle ročníku.
Svět a divadlo a jeho redaktoři se pravidelně podílí na přípravě řady mezinárodních divadelních a festivalů (v SADu například vznikl v Plzni pořádaný Mezinárodní divadelní festival Divadlo i mezinárodní festival malých produkcí různých druhů a žánrů Ohromné maličkosti). V roce 2016 nastartoval projekt Ohromné maličkosti až do domu nabídkový „katalog“ drobných inscenací, které si zájemce může pozvat k sobě a v němž SAD figuruje jako garant kvality. Od roku 2013 je SAD organizátorem mezinárodní dramatické soutěže původních krátkých politických her o Cenu Ferdinanda Vaňka.